# پژنه (استان اشوی‌داشکسیه)
پژنه (به لهستانی: Perzyny) یک منطقهٔ مسکونی در لهستان است که در گمینا موسکوژو واقع شده‌است.